# Mademoiselle Lange
Mademoiselle Lange, właśc. Anne Françoise Elisabeth Lange (ur. 17 września 1772, zm. 25 maja 1816 we Florencji) – francuska aktorka sceniczna związana z teatrem Comédie-Française.

## Życiorys
Urodziła się w Genui jako córka Charlesa-Antoine Lange (lub L'Ange) i Marie-Rose Pitrot, wędrownych muzyków i aktorów wystawiających spektakle w całej Europie.. W ten sposób bardzo wcześnie zadebiutowała na scenie w dziecięcych rolach w sztukach, w których grali też jej rodzice. W 1776 r. rodzina została przyjęta do teatru w Liège, a w 1784 r. do teatru w Gandawie. W 1787 roku została zatrudniona w teatrze w Tours. Tam grała wspólnie ze znaną aktorką Marguerite Brunet.
2 października 1788 zadebiutowała oficjalnie na deskach Comédie-Française rolą Lindane w komedii L'Écossaise Woltera. Następnie zagrała Lucindę w sztuce  L'Oracle Sainta-Foixa.
W 1791 r., w czasie rewolucji francuskiej doszło do podziału Théâtre-Français. Cześć artystów opowiedziało się za rewolucją, a część za monarchią. Mademoiselle Lange dołączyła do grupy „patriotów” (zwolenników rewolucji). Później jednak uznała, że nie jest tam należycie doceniana i przeszła do frakcji „arystokratów” (zwolenników monarchii).
24 lutego 1793 zagrała Laure w sztuce Le Vieux Célibataire Collina d'Harleville. Wielkim sukcesem była tytułowa rola w sztuce w Paméla ou la Vertu récompensée Nicolasa-Louisa François de Neufchâteau. Zapoczątkowała wtedy modę na słomkowe kapelusze znane jako „à la Paméla”. Podtekst rojalistyczny sztuk doprowadził do zamknięcia teatru i aresztowania autora i aktorów przez Komitet Ocalenia Publicznego.
Mademoiselle Lange także znalazła się w więzieniu, ale dzięki wsparciu wpływowych przyjaciół, udało jej się uniknąć gilotyny. Wolność odzyskała po przewrocie 9 Thermidora, podczas którego obalono rządy Maksymiliana de Robespierre.
Dołączyła do swoich kolegów aktorów w Théâtre Feydeau kontynuując karierę aktorki. Była też kurtyzaną. Żyła dostatnio, dzięki licznej grupie wpływowych kochanków, którzy wspierali ją finansowo.
Jej ostatnim kochankiem był Michel-Jean Simons, belgijski dostawca dla armii francuskiej, z którym miała syna. W 1798 r. Simons uznał dziecko i poślubił Mademoiselle Lange, czyniąc ją Madame Simons. Od tej pory Lange zakończyła karierę aktorską, pojawiając się jeszcze sporadycznie w kilku przedstawieniach do 1807 roku. Simons zmarł w 1810 roku w swoim château de Bossey w Szwajcarii, zostawiając zrujnowany majątek. Owdowiała Lange spędziła resztę życia samotnie i w zapomnieniu. Zmarła w 1816 roku.

## Wizerunki
Mademoiselle Lange pozowała dla wielu artystów, w tym dwóch francuskich artystów Salonu Paryskiego. W 1793 roku Jean-François Gilles Colson sportretował ją jako Sylvie – bohaterkę, graną przez nią w sztuce L'Île déserte.
Kilka lat później Anne-Louis Girodet de Roussy-Trioson przedstawiał Mademoiselle Lange jako Wenus w Salonie Paryskim w 1799 roku. W liście pisemnym Lange wyraziła dezaprobatę dla jego dzieła. Artysta zemścił się i namalował nowy obraz, na którym przedstawił Mademoiselle Lange jako Danae. Obraz wywołał skandal, gdyż ukazuje Lange jako prostytutkę. Aktorka jest naga i zbiera złote monety w prześcieradło. Towarzyszy jej indyk z pawim piórem z obrączką na stopie (symbolizującą jej męża Simonsa) i groteskowa maska (z rysami jej kochanka Leuthraud z monetą wetkniętą w oczodół).

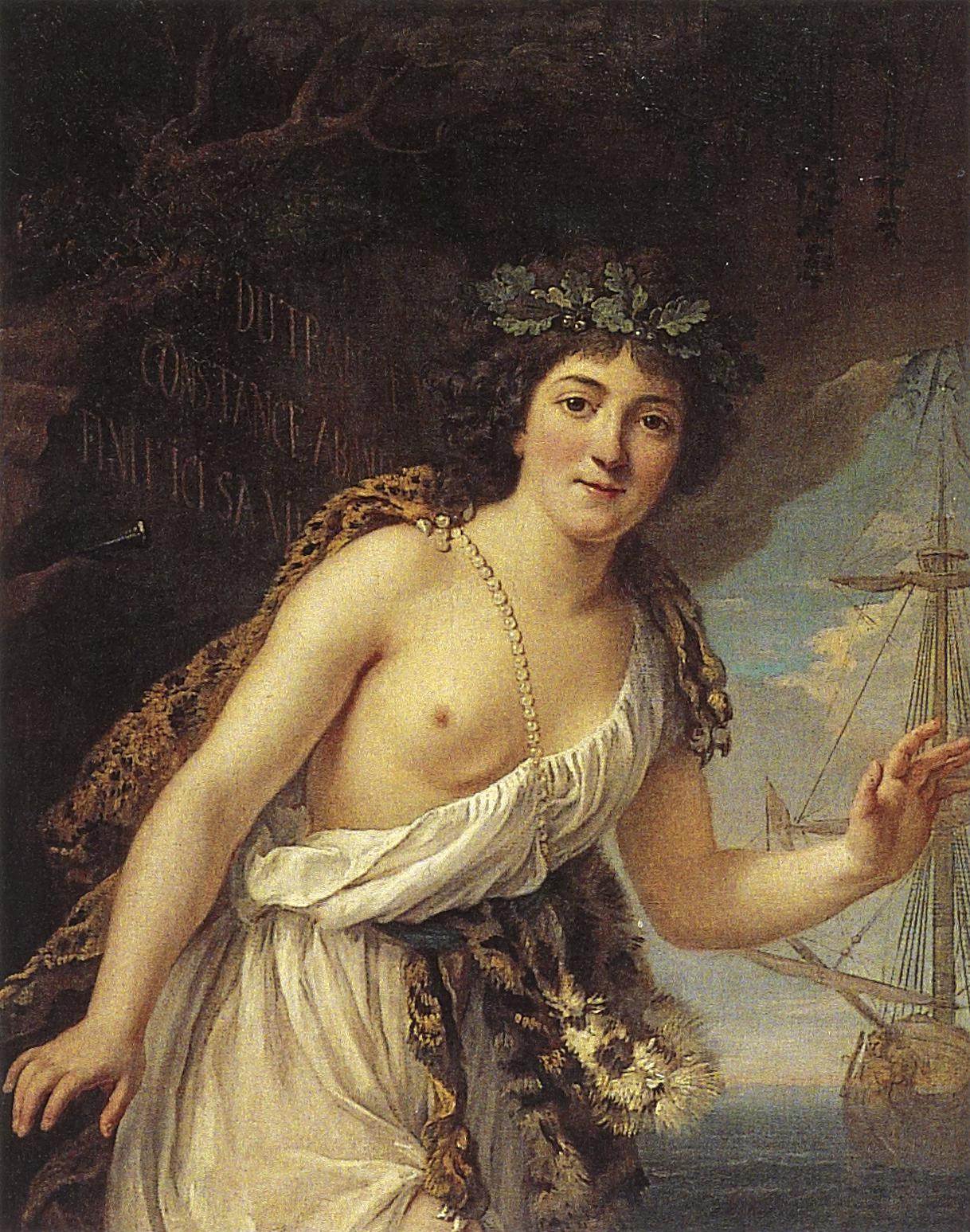
Sylvie autorstwa Colsona (1792)
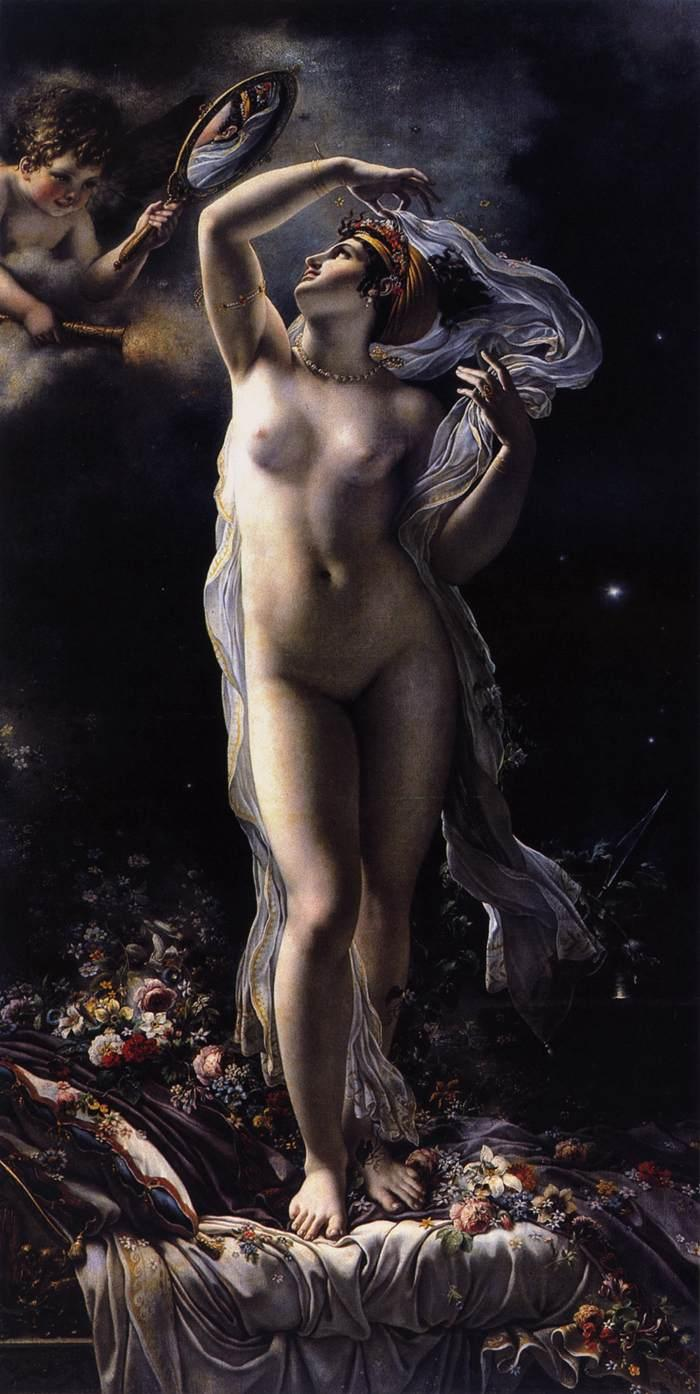
Wenus autorstwa Girodeta (1798)
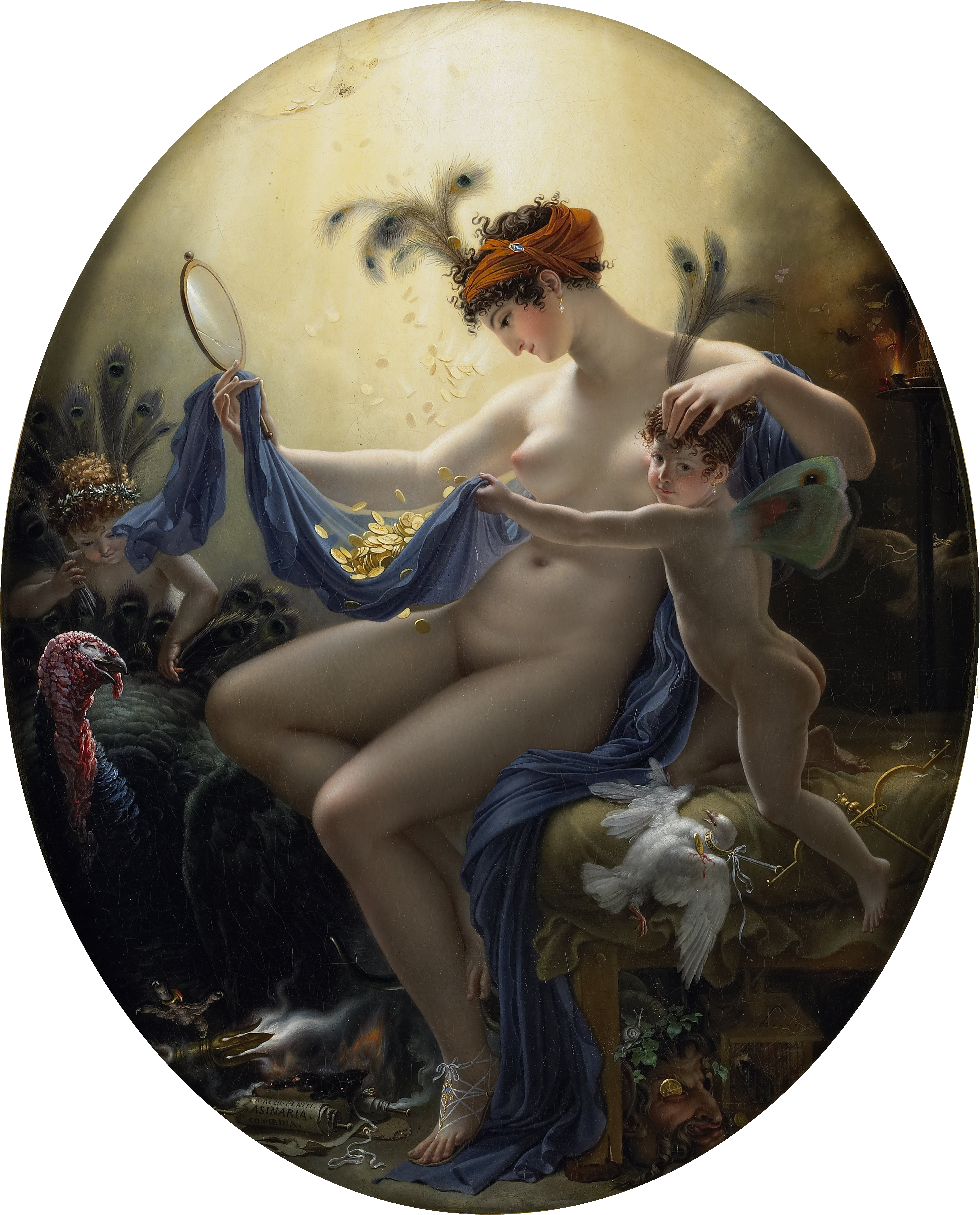
Danae autorstwa Girodeta (1799)